# Brasil nos Jogos Olímpicos de Verão de 2000
O Brasil competiu nos Jogos Olímpicos de Verão de 2000 em Sydney, na Austrália. O país conseguiu seu terceiro maior número de medalhas com 12, mas nenhuma de ouro. Foi a primeira vez desde os Jogos Olímpicos de Verão de 1976 que o país terminou os Jogos Olímpicos de Verão sem nenhuma medalha de ouro.
A medalha de prata conquistada no  Revezamento 4x100m rasos masculino pode virar um ouro, já que um dos corredores da equipe dos EUA, que terminou com o ouro, confessou que correu dopado.